# 가우룽 공원

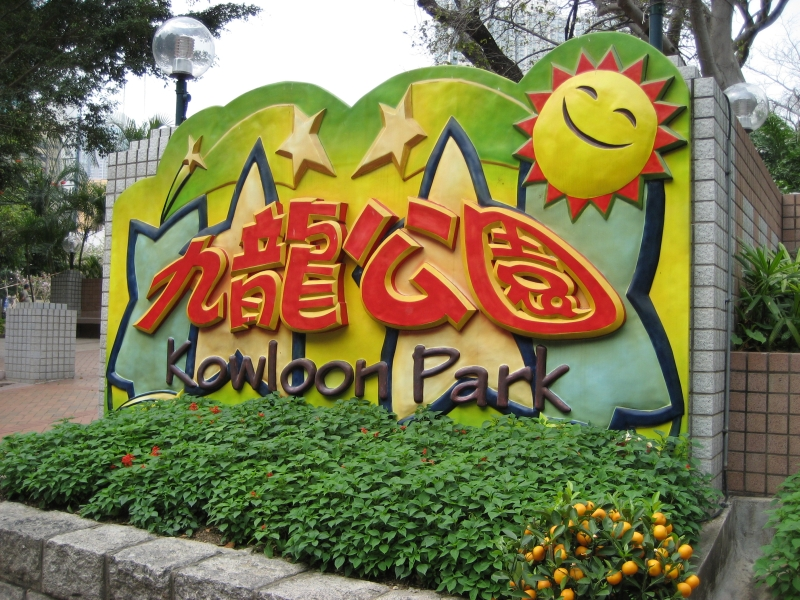
가우룽 공원

주룽 공원(중국어 간체자: 九龙公园, 정체자: 九龍公園, 병음: Jiulong Gongyuan, 광둥어: gau2 long4 gong1 jyun2)은 홍콩 가우룽 짐사저이에 있는 공원이다. 강악급문화사무서가 관리하고 있다.